# Fields of Rock
Le Fields of Rock était un important festival néerlandais de metal mainstream dans les années 2000.

## Histoire
L'histoire du Fields of Rock commence en 2002 lorsque l'agent de Metallica annonce que le groupe veut jouer aux Pays-Bas à la mi-juin dans le cadre d'un festival. Aucun festival adapté à sa venue ne se déroulant à cette période, un évènement est monté spécialement pour l'occasion au Goffertpark de Nimègue. 
L'organisateur ne trouvant pas de tête d'affiche en 2004, la seconde édition se déroule, toujours sur une journée, en 2005. La troisième édition déménage au Walibi World de Biddinghuizen et se déroule sur deux jours en 2007.
L'organisation jette l’éponge en 2008 après avoir échoué à trouver des têtes d'affiche capables de garantir le succès d'une nouvelle édition.

## Programmation

### Édition 2003
Cette édition se déroule à guichet fermé le 15 juin 2003 au Goffertpark de Nimègue devant 41 000 spectateurs.
| 15 juin 2003   | 15 juin 2003        | 15 juin 2003     |
| Main Stage     | Tente               | Petite scène     |
| -------------- | ------------------- | ---------------- |
| Metallica      | Ministry            | Epica            |
| Marilyn Manson | Prong               | Drowned          |
| Stone Sour     | Opeth               | V-Male           |
| Monster Magnet | Mudvayne            | Dark Day Rising  |
| Disturbed      | Arch Enemy          | Cancelled        |
| Autumn         | Nile                | All Points North |
|                | Subway to Sally     | Brainshake       |
|                | Strapping Young Lad |                  |

Prix du billet : 50€

### Édition 2005
Cette édition se déroule le 18 juin 2005 au Goffertpark de Nimègue devant 50 000 spectateurs.
| 18 juin 2005       | 18 juin 2005              | 18 juin 2005             |
| Main Stages I & II | Tente                     | MTV Stage (petite scène) |
| ------------------ | ------------------------- | ------------------------ |
| Rammstein          | Flogging Molly            | Soulfly                  |
| Black Sabbath      | Machine Head              | Helmet                   |
| Audioslave         | Chimaira                  | Dreadlock Pussy          |
| Velvet Revolver    | After Forever             | Gorefest                 |
| Slayer             | The Dillinger Escape Plan | Autumn                   |
| Motörhead          | Mastodon                  | The*Ga*Ga*s              |
| Papa Roach         | Team Sleep                | Skip the Rush            |
| Alter Bridge       | Metal Church              |                          |

Prix du billet : 67.50€

### Édition 2007

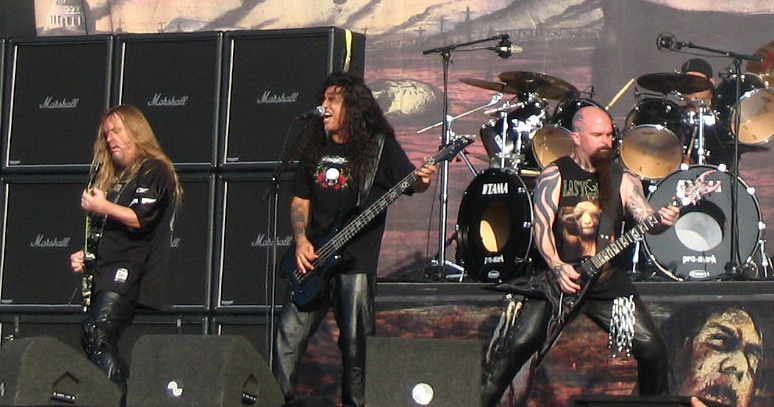
Slayer au Fields of Rock 2007

Cette édition se déroule les 16 et 17 juin 2007 au Walibi World de Biddinghuizen.
Evan Seinfeld et Tera Patrick sont chargés d'annoncer les groupes sur scène.
En raison d'une panne de son tour bus, Machine Head doit annuler sa participation au festival.
| 16 juin 2007                     | 16 juin 2007              | 16 juin 2007              |
| Mean Stage (main stage)          | Temple of Rock (tente)    | Rage Stage (petite scène) |
| -------------------------------- | ------------------------- | ------------------------- |
| Iron Maiden                      | DragonForce               | Kamelot Pain of Salvation |
| Slayer                           | Pain of Salvation Kamelot | Mastodon                  |
| Heaven & Hell                    | Aiden                     | Dublin Death Patrol       |
| Machine Head Dublin Death Patrol | After Forever Papa Roach  | Fastway                   |
| Papa Roach After Forever         | In This Moment            | Bloodsimple               |
| Lauren Harris                    | Panic Cell                | The Spyderz               |

| 17 juin 2007            | 17 juin 2007           | 17 juin 2007                |
| Mean Stage (main stage) | Temple of Rock (tente) | Rage Stage (petite scène)   |
| ----------------------- | ---------------------- | --------------------------- |
| Ozzy Osbourne           | Dream Theater          | Hatebreed                   |
| Velvet Revolver         | Type O Negative        | Suicidal Tendencies         |
| Korn                    | Hinder                 | Spoiler NYC / Life of Agony |
| Motörhead               | Ill Niño               | DevilDriver                 |
| Megadeth                | Amon Amarth            | Walls of Jericho            |
| Black Label Society     | Delain                 | Volbeat                     |

Prix du billet : 119€

### Édition 2008
Cette édition devait se dérouler du 20 au 22 juin 2008 au Walibi World de Biddinghuizen.
En mars l'organisation annonce l'annulation du festival devant son incapacité à trouver des têtes d'affiche pouvant lui garantir le succès de l'édition. 
Les groupes annoncés avant l'annulation étaient Sex Pistols, Judas Priest, Motörhead, Ministry, Cavalera Conspiracy, Iced Earth, Disturbed, Apocalyptica, Dimmu Borgir, Sonata Arctica, Opeth, Meshuggah, Monster Magnet, Bring Me the Horizon, Bullet for My Valentine, Arch Enemy, Chris Cornell, Finntroll, Danko Jones, Sick of It All, Madball, Airbourne, Rise Against et One Bullet Left.